# Edificio Don Jorge
L'Edificio Don Jorge è un grattacielo residenziale di Benidorm.

## Caratteristiche
Inaugurato nel 2008 e alto 124 metri è tra gli edifici più alti della Spagna.